# Mîkolaiivka, Mejova
Mîkolaiivka (în ucraineană Миколаївка) este un sat în comuna Bohdanivka din raionul Mejova, regiunea Dnipropetrovsk, Ucraina.

## Demografie
Componența lingvistică a localității Mîkolaiivka
     Ucraineană (97,14%)
     Rusă (2,86%)
Conform recensământului din 2001, majoritatea populației localității Mîkolaiivka era vorbitoare de ucraineană (97,14%), existând în minoritate și vorbitori de rusă (2,86%).